# Agrós
L'Agros est aussi une rivière du sud de la France.
Agros est une commune située dans  la région de Pitsilia dans le sud-ouest de Chypre.

## Géographie
Le village est construit dans le Massif du Troodos, en amphithéâtre entre de hautes montagnes, à une altitude de 1 100 mètres avec une population d'environ 800 habitants. Le village est situé à 45 minutes des villes de Nicosie et Limassol, à 20 minutes de Troodos et à 80 minutes des aéroports internationaux de Larnaca et Paphos.

## Histoire
Agros est la « destination européenne d’excellence » sélectionnée pour Chypre, à l'issue de la session de 2008 du concours européen pour l’excellence dans le domaine touristique, organisé dans le cadre du projet EDEN encourageant les modèles de développement d'un tourisme durable, et qui récompense une destination par pays participant. (Le thème du concours cette année-là est : « Tourisme et patrimoine immatériel local »).

## Jumelage
La ville fait partie du douzelage depuis 2011.